# Лекселл, Ларс
Ларс Ле́кселл (швед. Lars Leksell; 23 ноября 1907, Q10500893?, Askim hundred — 12 января 1986, Швейцария) — шведский нейрохирург, основатель радиохирургии.

## Биография
Ларс Лекселл родился 23 ноября 1907 года в Фесберге, Швеция. В 1935 году окончил медицинское образование в Каролинском университете в Стокгольме. В 1958 году становится профессором Лундского университета. В 1960 году, сменил основоположника шведской нейрохирургии, человека создавшего первую кафедру нейрохирургии, Херберта Оливекруну, став профессором Каролинского университета. В 1974 году вышел на пенсию. Умер в 1986 году во время прогулки по Швейцарским Альпам.

## Научный вклад
Ларс Лекселл известен как основоположник радиохирургии. Ещё в 1951 году он высказал идею, что концентрация нескольких сотен разнонаправленных радиационных лучей в одной точке (в которой будет находиться опухоль либо структура, которую необходимо уничтожить) вызовет гибель находящихся в ней структур, без повреждения окружающих здоровых тканей.
Воплощением его идеи стало создание гамма-ножа. Первая радиохирургическая операция была произведена в конце 1960-х годов в Стокгольме. Впоследствии методика получила широкое распространение во всём мире.
Учеником Лекселла Джоном Адлером (англ.) создан следующий вид радиохирургических установок — кибернож.